# Kristina
Kristina – album demo serbsko-bośniackiego piosenkarza Rodoljuba "Rokiego" Vulovicia wydany w 1972 roku.

## Lista utworów[1]
| Nr | Tytuł              | Polskie tłumaczenie | Czas |
| -- | ------------------ | ------------------- | ---- |
| 1. | „Kristina”         | „Krystyna”          | 4:01 |
| 2. | „Napustices me ti” | „Zostawisz mnie”    | 3:31 |